# Emily Bett Rickards

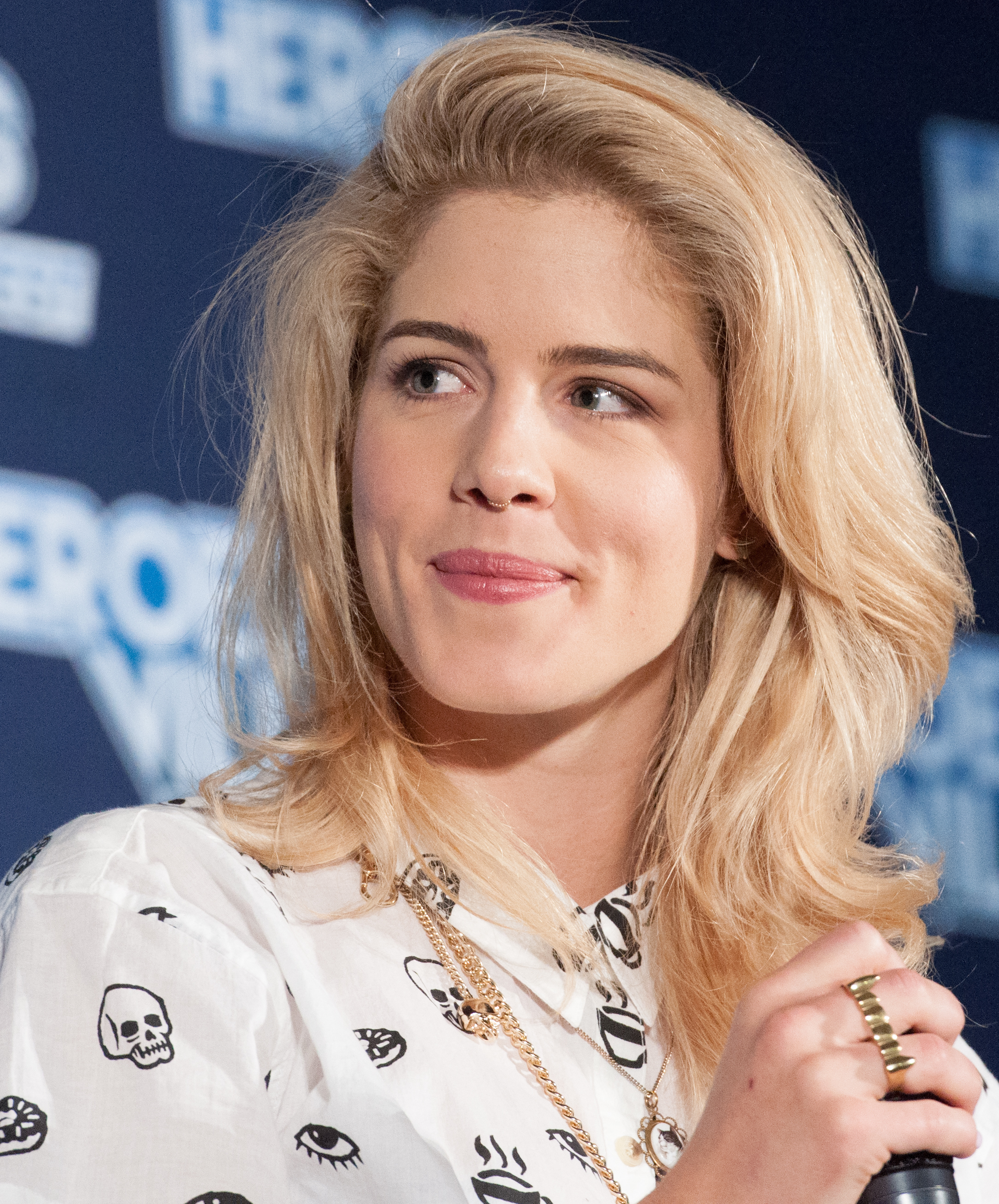
Emily Bett Rickards (2017)

Emily Bett Rickards (* 24. Juli 1991 in Vancouver, British Columbia) ist eine kanadische Schauspielerin, bekannt durch ihre Rolle als Felicity Smoak in der Fernsehserie Arrow (2012–2020).

## Leben und Karriere
Emily Bett Rickards wuchs an der Westküste Kanadas auf. Bereits in ihrer Kindheit trat sie in mehreren Theaterstücken, Musicals und Tanzaufführungen auf. Des Weiteren besuchte sie die Vancouver Film School.
Ihre ersten Schauspielrollen hatte Rickards 2012 in den Filmen Flicka 3 – Beste Freunde und Random Acts of Romance. Im August 2012 wurde sie für die Rolle der IT-Spezialistin Felicity Smoak in der CW-Serie Arrow verpflichtet. Gehörte ihre Figur in der ersten Staffel noch zur Nebenbesetzung, wurde sie mit der zweiten Staffel zu einer Hauptrolle ausgebaut. Zwischendrin spielte sie außerdem in der Serie Soldiers of the Apocalypse und im Fernsehfilm Romeo Killer: The Chris Porco Story mit.

## Filmografie (Auswahl)
- 2012: Flicka 3 – Beste Freunde (Flicka: Country Pride)
- 2012: Random Acts of Romance
- 2012–2020: Arrow (Fernsehserie, 155 Folgen)
- 2013: Soldiers of the Apocalypse (Fernsehserie, acht Folgen)
- 2013: Romeo Killer: The Chris Porco Story (Fernsehfilm)
- 2013: Arrow: Blood Rush (Webserie, sechs Folgen)
- 2014: Cowgirls and Angels 2: Dakotas Pferdesommer (Dakota’s Summer)
- 2014–2017: The Flash (Fernsehserie, acht Folgen)
- 2015: Brooklyn – Eine Liebe zwischen zwei Welten (Brooklyn)
- 2015: Vixen (Webserie, sechs Folgen, Stimme)
- 2016: Paranormal Solutions Inc. (Fernsehserie, acht Folgen)
- 2016–2017: Legends of Tomorrow (Fernsehserie, vier Folgen)
- 2017: Supergirl (Fernsehserie, Folge 3x08)
- 2018: Funny Story
- 2018: The Clinic
- 2024: Ella und der schwarze Jaguar (Le dernier jaguar)
- 2024: Calamity Jane
- 2024: Queen of the Ring